# صاووجي بك
صاووجي بك (بالتركية : Savcı Bey) (ولد في 1362- و توفي في 1385) هو أمير عثماني من السلالة العثمانية و هو ابن السلطان مراد الأول.

## السيرة الشخصية
هو صاووجي بك ابن السلطان مراد الأول بن أورخان بن عثمان الأول بن أرطغرل بن سليمان شاه. و هو أخ كل من السلطان بايزيد الأول و الأمير يعقوب جلبي .